# 1В16
Машина 1В16 (за класифікацією НАТО — ACRV M1974/3) — радянська та російська командно-штабна машина артилерійського дивізіону.

## Опис конструкції
Машина 1В16 створена на базі шасі МТ-ЛБу. Виконує розрахунок установок для ведення вогню, вирішує завдання способів обстрілу цілей, передає дані на вогневі позиції батарей. Обробляє результати топогеодезичного прив'язування, вимірює наземні метеорологічні дані. Машина 1В16 підтримує зв'язок зі штабом полку, командиром дивізіону, із засобами артилерійської розвідки, командирами та старшими офіцери батарей.

## Модифікації
- 1В16 — машина начальника штабу дивізіону комплексу засобів автоматизованого управління вогнем (КЗАУВ) 1В12, 1В12-1
- 1В16-1 — машина начальника штабу дивізіону КЗАУВ 1В12 для самохідної гаубиці 2С1 «Гвоздика»
- 1В16-2 — машина начальника штабу дивізіону КЗАУВ 1В12 для самохідної гаубиці 2С3 «Акація»
- 1В16-3 — машина начальника штабу дивізіону КЗАУВ 1В12 для самохідного міномета 2С4 «Тюльпан»
- 1В16-4 — машина начальника штабу дивізіону КЗАУВ 1В12 для самохідної гармати 2С5 «Гіацинт»
- 1В16-5 — машина начальника штабу дивізіону КЗАУВ 1В12 для самохідної гармати 2С7 «Піон»
- 1В16-8 — машина начальника штабу дивізіону КЗАУВ 1В12-3
- 1В16-9 — машина начальника штабу дивізіону КЗАУВ 1В12-4
- 1В16М — машина начальника штабу дивізіону КЗАУВ 1В12М
- 1В16М-1 — машина начальника штабу дивізіону КЗАУВ 1В12М-1
- 1В16М-3 — машина начальника штабу дивізіону КЗАУВ 1В12М-3
- MT-LBu-PS — фінська модифікація машини начальника штабу дивізіону 1В16.

## Оператори

### Колишні оператори
- СРСР

### Поточні оператори
- Росія
- Україна (у 2008 році, коли Міністерство оборони України очолював Юрій Єхануров, одна машина 1В16-(1), дві машини 1В16М та три машини 1В16-5 були включені до переліку майна Збройних Сил України, яке може бути відчужено[4]).

## Бойове застосування
У квітні 2022 року Оперативне командування «Північ» повідомило, що у селі Шестовиця українські сили спротиву, під час оборони Чернігова, захопили російську командно-штабну машину 1В16-2, яка призначена для управління дивізіоном самохідних гаубиць 2С3 «Акація».